# Baborowo
Baborowo is een plaats in het Poolse district  Szamotulski, woiwodschap Groot-Polen. De plaats maakt deel uit van de gemeente Szamotuły en telt 250 inwoners.